# Mala Biljanica
Mala Biljanica (cyr. Мала Биљаница) – wieś w Serbii, w okręgu jablanickim, w mieście Leskovac. W 2011 roku liczyła 187 mieszkańców.